# Мамдух ибн Абдул-Азиз Аль Сауд
Мамду́х ибн Абду́л-Ази́з ибн Абдуррахма́н А́ль Сау́д (араб. ممدوح بن عبد العزيز بن عبد الرحمن آل سعود‎; 1940, Эр-Рияд, Саудовская Аравия — 30 ноября 2023) — саудовский государственный деятель, сын короля Абдул-Азиза Аль Сауда.

## Биография
Принц Мамдух родился в 1940 году, он был сыном короля Абдул-Азиза и его супруги Нуф бинт Навваф бин Нури аль Шаалан. У принца Мамдуха было два родных брата: принц Тамир (1937—1958) и принц Машхур (род. 1942).
Принц Мамдух был губернатором провинции Табук с 1986 по 1987 год. На посту губернатора его сменил принц Фахд ибн Султан Аль Сауд.
Затем он занимал пост директора Саудовского Центра стратегических исследований с 1994 по 2004 год. В течение своего срока в качестве директора по стратегическим исследованиям принц Мамдух также участвовал в заседаниях Консультативного совета в Джидде.
Являлся членом Совета Верности.
Скончался 30 ноября 2023 года в возрасте 83 лет после продолжительной болезни; он был третьим по старшинству среди оставшихся в живых на тот момент среди сыновей короля Абдул-Азиза.

## Семья
У него 2 жены, от которых 7 сыновей и дочь.
Среди них: принц Наиф (род. 1971) — изобретатель спасательного вертолёта с массивным противопожарным подразделением, за который он получил главный приз в Международной федерации изобретателей.